# Stiftsmühle (Aurich)
Die Stiftsmühle ist eine unter Denkmalschutz stehende fünfstöckige Holländerwindmühle mit Windrose und Jalousieklappen in Aurich in Niedersachsen. Das Bauwerk wurde 1858 errichtet. Es ist eines der Wahrzeichen der Stadt und mit einer Gesamthöhe von 29,95 m Höhe nach der Windmühle in Hage die zweithöchste Mühle Ostfrieslands. Sie ist noch heute betriebsfähig. Ihren Namen hat sie vom Sethestift, das die Mühle 1932 erwarb.

## Anlage
Die Stiftsmühle ist eine von fünf ehemaligen Auricher Stadtmühlen. Sie hat eine Gesamthöhe von 29,95 Metern, fünf Stockwerke und wurde aus etwa 200.000 Ziegelsteinen gemauert. Die heutigen vier Jalousieflügel haben einen Flügeldurchmesser von etwa 24 Metern, der Achskopf befindet sich in einer Höhe von 28,6 Metern.  Die funktionsfähige Galerie-Holländerwindmühle im Westen der ostfriesischen Stadt dient heute als Mühlenmuseum.

## Geschichte
Im Jahre 1731 erteilte der ostfriesische Fürst Georg Albrecht gegen Zahlung einer Windheuer von 50 Gulden die Concession, am heutigen Standort außerhalb der damaligen Stadtgrenzen Korn zu mahlen. Das damals am heutigen Standort der Stiftsmühle errichtete Bauwerk war ein Erdholländer.
Dieses Bauwerk kaufte der Müller Hermann H. Knoop im Jahre 1855. Inzwischen war jedoch die Stadt an die Mühle herangewachsen. Zudem nahmen ihr Bäume den Wind, so dass der neue Besitzer das Bauwerk einreißen ließ, um anschließend die erheblich größere heutige Mühle zu errichten. Durch die Größe des Bauwerkes konnten später weiterentwickelte Mahltechniken, wie etwa eine motorbetriebene Walzenstuhlanlage, mit der größere Mengen Mehl hergestellt werden konnten, eingebaut werden. Trotzdem arbeitete die Mühle nicht wirtschaftlich. Nachdem das Unternehmen total verschuldet war, stellte die Familie Knoop den Betrieb um 1930 ein.
Zwei Jahre später kaufte das Sethestift – daher die Bezeichnung Stiftsmühle – das vom Abriss bedrohte Bauwerk und verpachtete es an die Gebrüder Freimuth, die den Mühlenbetrieb bis 1968 aufrechterhielten. Anschließend pachtete der Auricher Heimatverein den Galerieholländer und renovierte ihn  grundlegend. Dabei erneuerte der Verein Flügel, Windrose, Galerie und Reithdeckung. 1977 eröffnete der Verein schließlich das Mühlenfachmuseum.

## Museum
Die Mühlentechnik ist noch vorhanden und funktionsfähig, so dass zwei Feinmehlgänge, Schrotgänge und Walzenstühle zu sehen sind.
Die 1977 eröffnete Ausstellung zeigt auf den fünf Böden der Mühle die Entwicklung und die Bedeutung des Windmühlenwesens in Ostfriesland. Mittels Originalexponaten, Modellen und Schautafeln wird der Weg vom Korn zum Brot beschrieben. Auf dem Mühlengelände gibt es auch ein ostfriesisches Backhaus mit einem torfbeheizten Steinbackofen. Ein weiterer thematischer Schwerpunkt ist die Entwässerung der Niederungsgebiete Ostfrieslands durch windbetriebene Wasserschöpfmühlen. Seit 1997 ist zudem die Schau „Die Mühlen und der Müller“ zu sehen.